# Нилс Јохансон
Нилс Руне „Нике” Јохансон (швед. Nils Rune "Nicke" Johansson; Ерншелдсвик, 24. јул 1938) некадашњи је шведски хокејаш на леду који је током каријере играо на позицијама одбрамбеног играча. Добитник је признања Guldpucken за најбољег шведског играча за сезону 1963/64, а исте сезоне уврштен је и у идеалну поставу националног првенства.
Читаву играчку каријеру (1959−1975) провео је играјући у шведској лиги, 11 сезона за екипу Модоа и пет сезона за Ферјестад. Његов дрес са бројем #4 који је носио играјући за МОДО повучен је из употребе у том клубу. У националним првенствима одиграо је 347 утакмице, уз учинак од 39 голова и 68 асистенција.	 
Био је стандардни члан репрезентације Шведске за коју је одиграо 168 утакмица. Са репрезентацијом је наступио на двама олимпијским играма, а у Инзбруку 1964. је са тимом освојио сребрну олимпијску медаљу. Наступио је и на шест светских првенстава на којима је освојио једну златну (СП 1962), четири сребрне и једну бронзану медаљу. 